# Злополука на пътниците в обществения транспорт
Застраховката „Злополука на пътниците в обществения транспорт“ е застраховка със задължителен характер, съгласно действащото законодателство на Република България за всички, които извършват обществен превоз:
- таксиметрови автомобили;
- релсови превозни средства;
- тролейбуси и автобуси;
- въздухоплавателни средства;
- всички видове морски и речни плавателни съдове;
- въжени линии и влекове.

Обект на застраховане са пътниците, служителите от полицията и други контролни органи, както и лица, в това число и децата, имащи право на безплатно пътуване в средствата за обществен транспорт, снабдени с билети и карти или имащи право на безплатно пътуване, намиращи се в превозното средство или в непосредствена близост до него преди качване или след слизане.
Чрез застраховка „Злополука на пътниците в обществения транспорт“ се осигурява покритие на следните застрахователни рискове:
- смърт вследствие злополука;
- трайна загуба на трудоспособност вследствие злополука.

Всеки човек, който ползва такъв обществен транспорт е автоматично застрахован.